# Heartbeats – Chris Rea’s Greatest Hits
Heartbeats — сборник суперхитов британского гитариста Криса Ри, был издан в 2005 году на лейбле Magnet Records.

## Список композиций
1. «On the Beach» (Edit) — 3:43
2. «Fool (If You Think It's Over)» — 4:03
3. «Auberge» — 4:41
4. «Let’s Dance» — 4:14
5. «Stainsby Girls» — 4:05
6. «Nothing to Fear» (Edit) — 4:27
7. «Tell Me There’s a Heaven» — 6:01
8. «Josephine» (Edit) — 4:29
9. «I Can Hear Your Heartbeat» — 3:21
10. «The Road to Hell (Part 2)» — 4:26
11. «Winter Song» — 4:29
12. «God’s Great Banana Skin» — 4:14
13. «You Can Go Your Own Way» — 3:54
14. «Julia» — 3:54
15. «Looking for the Summer» — 4:57
16. «Gone Fishing» — 4:41